# 大河桥水库
大河桥水库是中国江苏省南京市六合区境内的一座水库，位于向阳河上，建于1966年。水库正常库容为527万立方米，集雨面积为74平方千米，海拔为21.33米。